# NSWRL 1956
Die NSWRL 1956 war die 49. Saison der New South Wales Rugby League Premiership, der ersten australischen Rugby-League-Meisterschaft. Den ersten Tabellenplatz nach Ende der regulären Saison belegten die St. George Dragons. Diese gewannen im Finale 18:12 gegen die Balmain Tigers und gewannen damit die NSWRL zum dritten Mal. Der Titel sollte der Beginn einer Siegesära sein, die die nächsten zehn Saisons lang anhielt und bis heute ein ungebrochener Weltrekord im Rugby ist.

## Tabelle
|      | Team                          | Spiele | Siege | Unent. | Ndlg. | Spiel- punkte | Diff. | Tabellen- punkte |
| ---- | ----------------------------- | ------ | ----- | ------ | ----- | ------------- | ----- | ---------------- |
| 01.  | St. George Dragons            | 18     | 13    | 1      | 4     | 398:239       | + 159 | 27               |
| 02.  | Balmain Tigers                | 18     | 13    | 0      | 5     | 293:241       | + 52  | 26               |
| 03.  | South Sydney Rabbitohs        | 18     | 11    | 1      | 6     | 364:265       | + 99  | 23               |
| 04.  | Newtown Jets                  | 18     | 11    | 0      | 7     | 333:229       | + 104 | 22               |
| 05.  | Western Suburbs Magpies       | 18     | 11    | 0      | 7     | 276:221       | + 55  | 22               |
| 06.  | Manly-Warringah Sea Eagles    | 18     | 7     | 3      | 8     | 323:269       | + 54  | 17               |
| 07.  | Canterbury-Bankstown Bulldogs | 18     | 6     | 0      | 12    | 235:352       | - 117 | 12               |
| 08.  | North Sydney Bears            | 18     | 5     | 1      | 12    | 218:324       | - 106 | 11               |
| 09.  | Eastern Suburbs               | 18     | 5     | 1      | 12    | 211:354       | - 143 | 11               |
| 010. | Parramatta Eels               | 18     | 4     | 1      | 13    | 224:381       | - 157 | 9                |

## Playoffs

### Ausscheidungsplayoff
| 14. August | Western Suburbs Magpies | 10 : 5 | Newtown Jets | Redfern Oval, Sydney Zuschauer: 20.920 Schiedsrichter: Darcy Lawler |
| 14. August | (7:3) Bericht           |        |              | Redfern Oval, Sydney Zuschauer: 20.920 Schiedsrichter: Darcy Lawler |

- Das Spiel fand statt, da Western Suburbs und Newtown punktgleich waren.

### Ausscheidungs/Qualifikationsplayoffs
| 18. August | South Sydney Rabbitohs | 45 : 7 | Western Suburbs Magpies | Sydney Cricket Ground, Sydney Zuschauer: 51.775 Schiedsrichter: Col Pearce |
| 18. August | (18:2) Bericht         |        |                         | Sydney Cricket Ground, Sydney Zuschauer: 51.775 Schiedsrichter: Col Pearce |

| 25. August | St. George Dragons | 30 : 25 | Balmain Tigers | Sydney Cricket Ground, Sydney Zuschauer: 37.339 Schiedsrichter: Col Pearce |
| 25. August | (15:12) Bericht    |         |                | Sydney Cricket Ground, Sydney Zuschauer: 37.339 Schiedsrichter: Col Pearce |

### Halbfinale
| 1. September | Balmain Tigers  | 36 : 33 | South Sydney Rabbitohs | Sydney Cricket Ground, Sydney Zuschauer: 42.350 Schiedsrichter: Darcy Lawler |
| 1. September | (14:15) Bericht |         |                        | Sydney Cricket Ground, Sydney Zuschauer: 42.350 Schiedsrichter: Darcy Lawler |

### Grand Final
| 8. September | St. George Dragons                                                   | 18 : 12       | Balmain Tigers                                                          | Sydney Cricket Ground, Sydney Zuschauer: 61.987 Schiedsrichter: Darcy Lawler |
| 8. September | Versuche: Brown, Bugden, Melville, O’Brien Erhöhungen: Fleming (3/4) | (8:0) Bericht | Versuche: Staunton (2) Erhöhungen: Barnes (2/2) Straftritte: Barnes (1) | Sydney Cricket Ground, Sydney Zuschauer: 61.987 Schiedsrichter: Darcy Lawler |

| 1  | Doug Fleming   |
| 2  | Ross Kite      |
| 3  | Merv Lees      |
| 4  | Kevin O’Brien  |
| 5  | Tommy Ryan     |
| 6  | Peter Carroll  |
| 7  | Bobby Bugden   |
| 8  | Billy Wilson   |
| 9  | Norm Provan    |
| 10 | Harry Melville |
| 11 | Bryan Orrock   |
| 12 | Ken Kearney    |
| 13 | Kevin Brown    |

| 1  | Keith Barnes   |
| 2  | Arthur Lorimer |
| 3  | Geoff Hawkey   |
| 4  | Kevin Mosman   |
| 5  | Terry McGovern |
| 6  | Bill Harris    |
| 7  | Brian Staunton |
| 8  | Gus Gray       |
| 9  | Ron Potter     |
| 10 | Jake Moses     |
| 11 | Bob Heaney     |
| 12 | Neville Watt   |
| 13 | Jack Moon      |